# Komořanský tunel

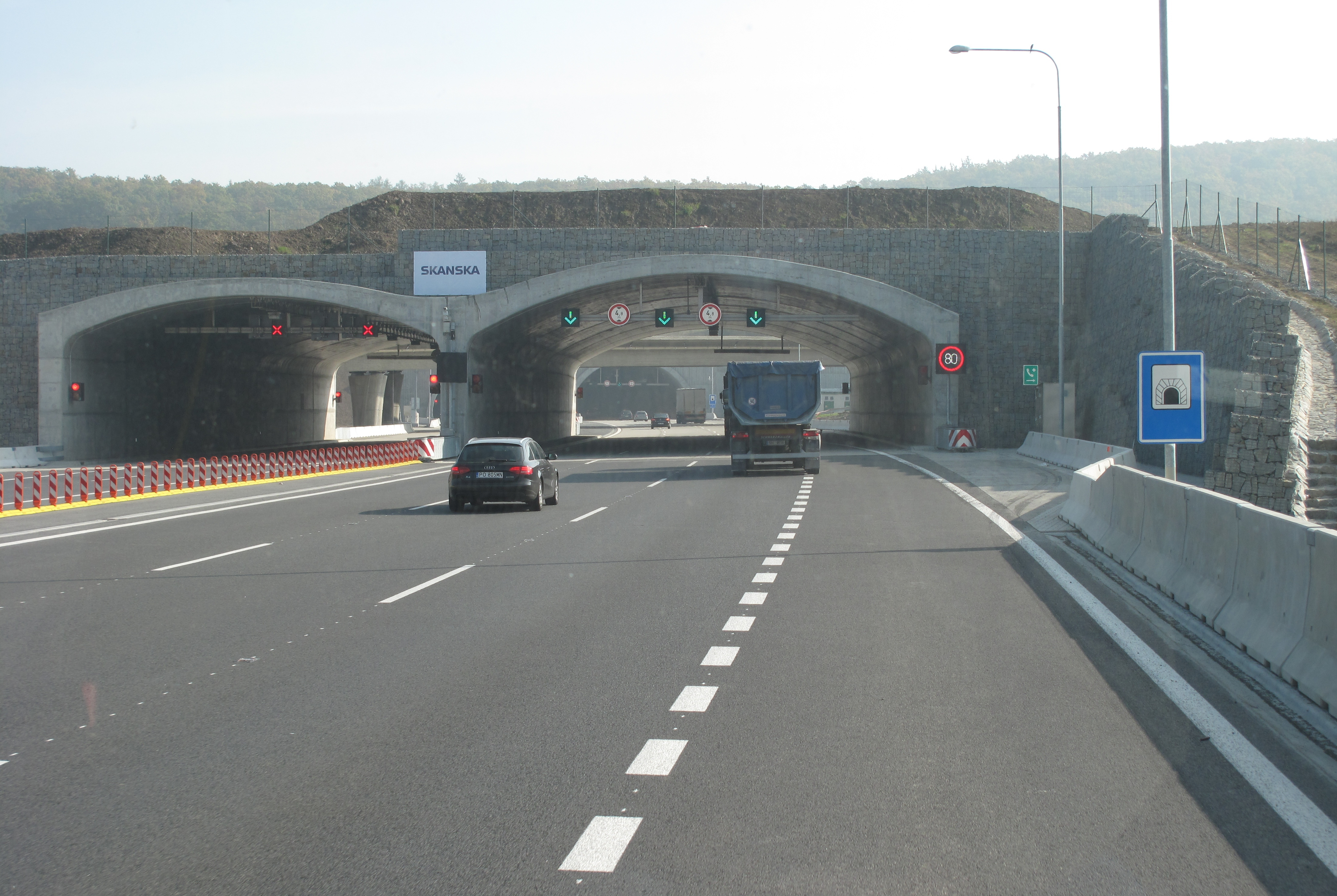
Tunel Šabatka těsně před vjezdem do západního portálu Komořanského tunelu

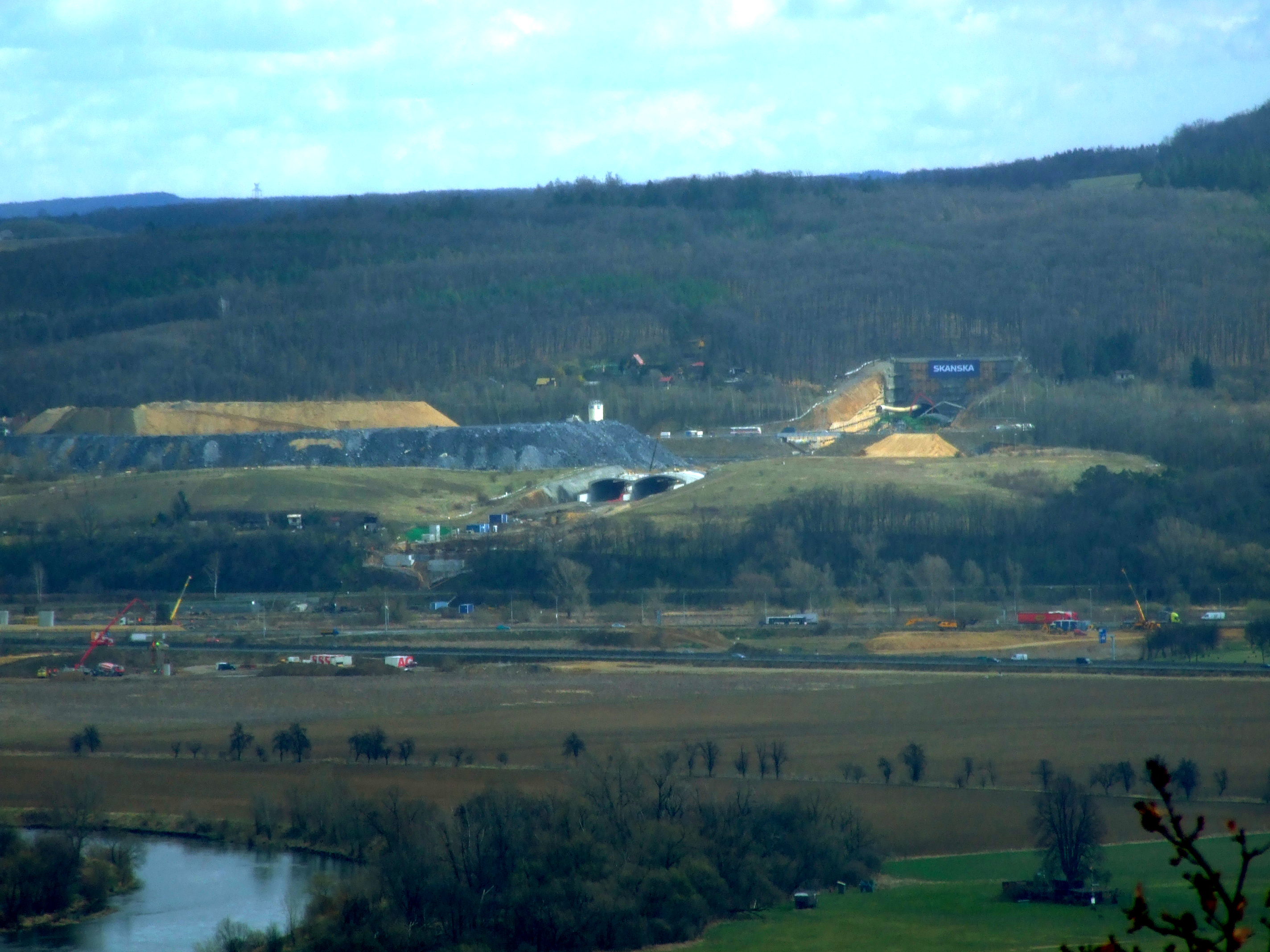
Západní portál v Komořanech

Komořanský tunel (dříve Tunel Cholupice, nazývaný též Cholupický tunel, Komořansko-cholupický tunel apod.) je součástí jižního segmentu dálnice D0 (Pražského okruhu; úsek Vestec – Lahovice, a to tzv. stavby 513). Stavba překonává značné převýšení z údolí Vltavy od křížení Komořanské ulice mezi Komořany a Závistí do prostoru mezi Cholupicemi a Točnou. Tvoří ji dvě tunelové trouby – jižní stoupající o třech jízdních pruzích a délce 1 937 m a severní klesající o dvou jízdních pruzích a délce 1 972 m. Na západní straně tunel navazuje na Radotínský most přes Vltavu, na východní straně jižně od Cholupic v katastru Točné navazuje úsek v zářezu směrem k plánovanému křížení s dálnicí D3 a Vesteckou spojkou.

## Historie
V prosinci 2006 byla ražena průzkumná štola, v prvních měsících roku následujícího se pak rozjely práce naplno a při tempu ražby 6 m za den pomocí NRTM se očekávalo vybudování obou trub na začátku jara 2008. Tunel stejně jako celá jižní část Pražského okruhu byl zprovozněn 20. září 2010.
Dne 12. října 2010 byl Radou hlavního města Prahy tunel Cholupice oficiálně pojmenován jako Komořanský tunel. Dopravní značení u tunelu zatím zachovává původní název Tunel Cholupice.